# Sentieri disperati
Sentieri disperati (The Desperate Trail) è un film per la televisione di genere western del 1994, diretto da P. J. Pesce e interpretato da Linda Fiorentino, Sam Elliott e Craig Sheffer.

## Trama
Lo sceriffo Bill Speakes assume l'incarico di far condannare a morte l'ex nuora Sarah O'Rourke, autrice suo malgrado dell'omicidio del marito violento. La loro diligenza, che trasporta un'ingente quantità d'oro, viene inutilmente assalita da alcuni banditi, e Sarah ne approfitta fuggendo con 2500 dollari. Jack Cooper, uno dei passeggeri scampati all'assalto, le sottrae la refurtiva e viene inseguito da Sarah, ma entrambi saranno inseguiti a loro volta dallo sceriffo, desideroso di vendicare a modo suo il figlio ucciso.